# Glorious Mind
《Glorious Mind》，是日本摇滚樂團ZARD的第43張單曲，2007年12月12日發行。CD编号为JBCJ-4003。

## 概要
- 此曲为坂井泉水2006年4月人生在世最后一張录制的單曲，在官方书籍《きっと忘れない》中连载录制的过程和歌词，由于引起极大的反响而决定发售。在坂井泉水追悼Live《What a beautiful memory》上闪亮发布。因为这个原因，GIZA studio的许多成员都参加了这个Live。
- 此曲在公信榜上的销量，为2000年发售的《promised you》以来，相隔7年单曲初动销量再次超过5万枚，为2005年发售的《繁星的光芒呀／宛如等待夏日的风帆》以来，2年半以后再次进入TOP3第2位。仅仅此曲的初动销量就超过了前作《点燃心火》和前前作《爱你爱的好悲痛／爽快一点!》的累计销量。
- 从2007年6月开始进行的《Glorious Mind》歌迷投票为第5位，因为决定将此曲收录在这之后约一个月的2008年1月发售的Best Album《ZARD Request Best 〜beautiful memory〜》中，因此作为先行单曲使用了。
- 在录音中为了保证患有癌症的坂井泉水的安全，因此坂井泉水的母亲在身旁陪伴。
- 作为2007年12月31日的NHK的《第58回NHK红白歌合战》第一部最后的企画而设立的坂井泉水追悼环节（公开了坂井泉水未发表的作品），代表曲《别认输》和《摇摆的想念》一同播放。

## 收录曲
1. グロリアス マインド
  - 作詞：坂井泉水　作曲：大野愛果　編曲：
  - 日本电视台动画《名侦探柯南》片头曲。
  - 朝日电视台《SuperJ Channel》2007年12月14日播放片尾曲。
  - 千叶电视台 《MU-GEN》2007年12月片头曲。

坂井泉水最后录制的歌曲。此曲最初只是副歌的和声版，录制时加入了歌词。在录制的时候没有完成，副歌以外的歌词全部使用英语。而且在第一次副歌的后面加入了间奏，之后重复第一段的音乐，并没有第二段。
2. 探しに行こうよ （2007 version）
  - 作詞：坂井泉水　作曲：德永晓人　編曲：

第三十五张单曲《梦见明天》的附属曲。原曲的编曲是和作曲同一个人的德永晓人，在本单曲中收录了由葉山たけし重编曲的版本。原曲中副歌部分为二重奏，在辞版本中没有。
3. 愛を信じていたい （2007 version）
  - 作詞：坂井泉水　作曲：徳永暁人　編曲：

第二十张单曲《每当想见你的时候...》的附属曲。原曲的编曲是和作曲同一个人的德永晓人，在本单曲中收录了由葉山たけし重编曲的版本。歌曲以钢琴伴奏开始，最后以坂井泉水10秒的声音结束。
4. グロリアス マインド （Instrumental）
  - 作詞：坂井泉水　作曲：大野愛果　編曲：

## 参加者
ZARD
- 坂井泉水：Vocal (#1,2,3)

Additional Musician
- ：Guitar（#1,2,3,4）演奏了除去以下标记以外所有的乐器
- 羽田裕美：Piano（#1,4）
- 渡辺直樹（日语：渡辺直樹）：Bass（#2）
- 中西康晴（日语：中西康晴）：Piano，Pipe organ（#2）
- 大野愛果：Guest Chorus（#1,4）
- 中村由利（GARNET CROW）：Guest Chorus（#1,4）
- 德永晓人（doa）：Guest Chorus（#2）※未記載
- 大田紳一郎（doa）：Guest Chorus（#3）
- 宇浦冴香：Guest Chorus（#3）

## 收录专辑
- ZARD Request Best 〜beautiful memory〜（#1）
- THE BEST OF DETECTIVE CONAN 3 〜名探偵コナン テーマ曲集3〜（#1）
- ZARD Single Collection 〜20TH ANNIVERSARY〜（#1,2,3）

| 先前 GARNET CROW 《泪之往昔》 | 动画《名侦探柯南》片头曲 2007年10月15日－2007年12月17日 ZARD 《Glorious Mind》 | 其後 ZARD 《爱在黑暗中》 |